# Morphine (canção)
Morphine (em português: Morfina) é uma canção de Michael Jackson lançada no álbum de remixes Blood on the Dance Floor: HIStory in the Mix em 1997 pela gravadora Epic. Jackson foi o arranjador, inclusive ele cuidou dos arranjos clássico, orquestrais e vocais. É a segunda faixa do ábum e nunca foi tocada ao vivo. A música foi relacionada com a morte do cantor pela citação do medicamento Demerol, ao que, supostamente, Michael Jackson era viciado.

## História
Morphine foi gravada em 1993 durante a época em que Jackson foi internado em uma clínica de reabilitação para curar-se do vicio em remédios. O cantor tinha tornado-se dependente de medicamentos depois que foi acusado de abuso sexual em 1993, o que o causava muito estresse pois sua vida havia mudado completamente. Durante esse tempo ele teve que levar a Dangerous World Tour adiante, muitas vezes para realizar os shows ele tomava quantidades absurdas de remédios. Ainda tinha que lidar com a insônia e a perda de peso excessivo. Não se sabe ao certo o que levou Jackson a tomar Demerol, mas durante esse tempo ele quebrou a perna e talvez o remédio tenha sido solicitado para combater a dor, mas futuramente ao que parece, ele viciou-se e tomava constantemente morfina. Sua melhor amiga, Elizabeth Taylor costumava tomar regularmente para dores de cabeça o que pode tê-lo influênciado. O vício de Michael foi relatado em documentos apresentados no tribunal. Quando lançada em 1997 no álbum Blood on the Dance Floor: HIStory in the Mix, ao que parecia, Jackson já estava curado do vício, pois no encarte do álbum há uma dedicatória a Elton John, agradecendo seu apoio por se livrar do vício.

## Letra
A música chamou mais atenção depois da morte de Michael em 2009. Alguns trechos da canção parecem prenunciar a morte do astro como: "Um ataque de coração, baby", "Feche seus olhos e vá em frente". 
Há uma parte na canção em que todo o barulho se cala, e um Michael canta desesperadamente "Demerol, Demerol, Oh Deus, ele está tomando Demerol", com um som de piano ao fundo.
Depois de sua morte, tabloides chegaram a anunciar que a família Jackson havia dito que Michael tinha tomado morfina antes de sua morte. Mas após a autópsia, foi confirmado que não havia nenhum vestígio de morfina nem droga ilícita no corpo do cantor, e que ele havia falecido por intoxicação aguda de Propofol.

## Música
Morphine é uma música de rock industrial com uma pegada de funk. Jackson surpreendeu os críticos, pois foi a primeira vez em que tocou vários instrumentos e ainda arriscou-se em fazer arranjos orquestrais de música clássica. Além do arranjo para o coro, interpretado pela antiga parceria com o Andraé Crouch. Outra antiga parceria de Michael marca presença, como o guitarrista Slash que toca junto com Michael. Morphine foi gravada na fase em que Michael se recuperava de seu vício em medicamentos. A música ainda continha um áudio do filme O Homem Elefante.

## Créditos
- Escrito, composto, produzido, vocais, arranjo, arranjo clássico, arranjo rítmico e bateria por Michael Jackson
- Projetado por Keith Cohen, Eddie de Lena, Mick Guzauski e Tim Boyle
- Mixado por Keith Cohen
- Vocais de fundo por Michael Jackson, Brad Buxer, Bill Bottrell and Jon Mooney
- Arranjo orquestral por Jorge del Barrio
- Teclados de Brad Buxer e Keith Cohen
- Sintetizadores e Piano Grande de Brad Buxer
- Percussão de Michael Jackson, Brad Buxer e Bryan Loren
- Guitarra de Michael Jackson e Slash
- Violino de Robert Chausow
- Viola de Juliet Haffner